# Jangaon
Jangaon é uma cidade e uma nagar panchayat no distrito de Warangal, no estado indiano de Andhra Pradesh.

## Geografia
Jangaon está localizada a 17° 43′ N, 79° 11′ L. Tem uma altitude média de 382 metros (1253 pés).

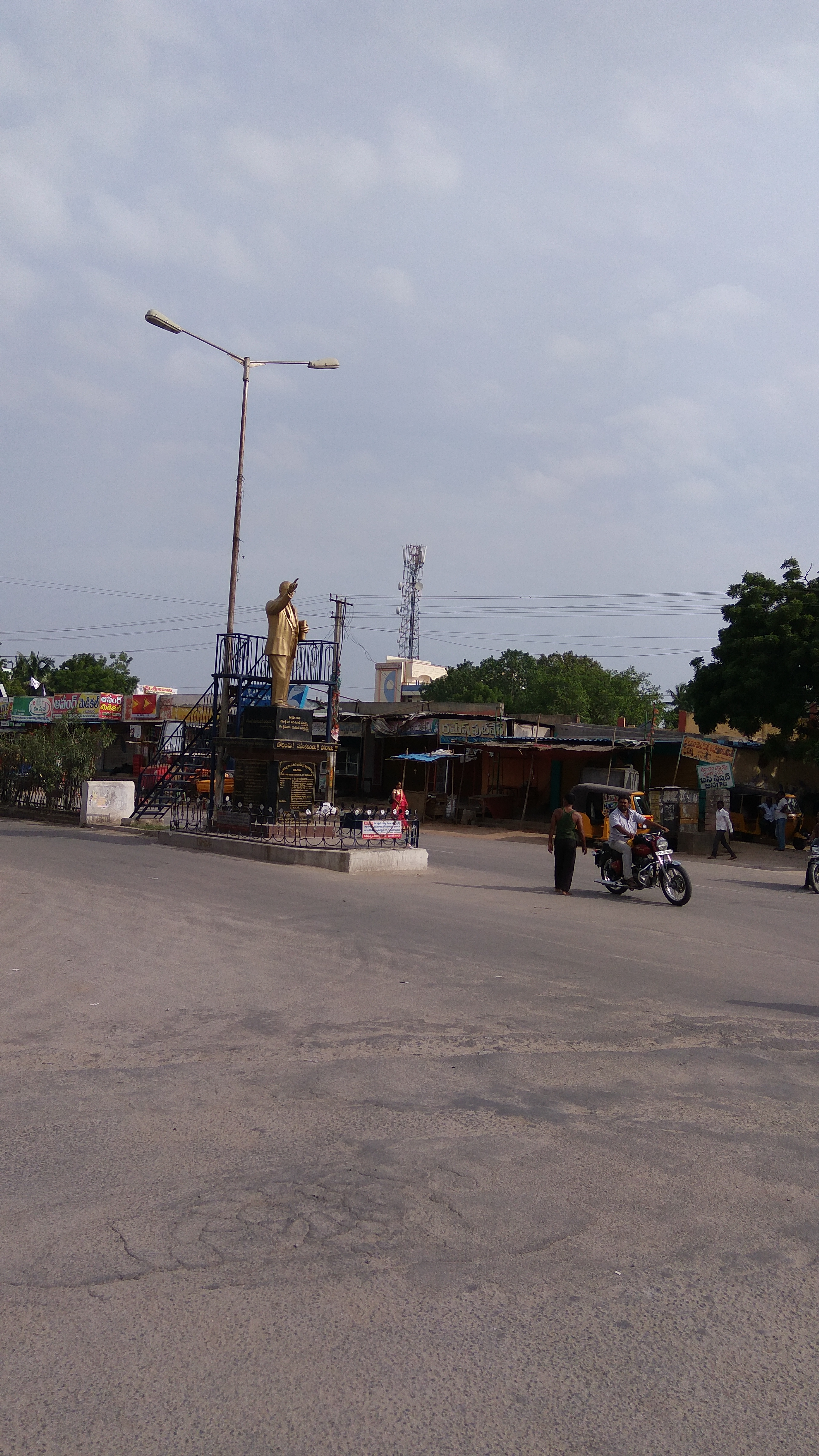
Ambedkar Circle

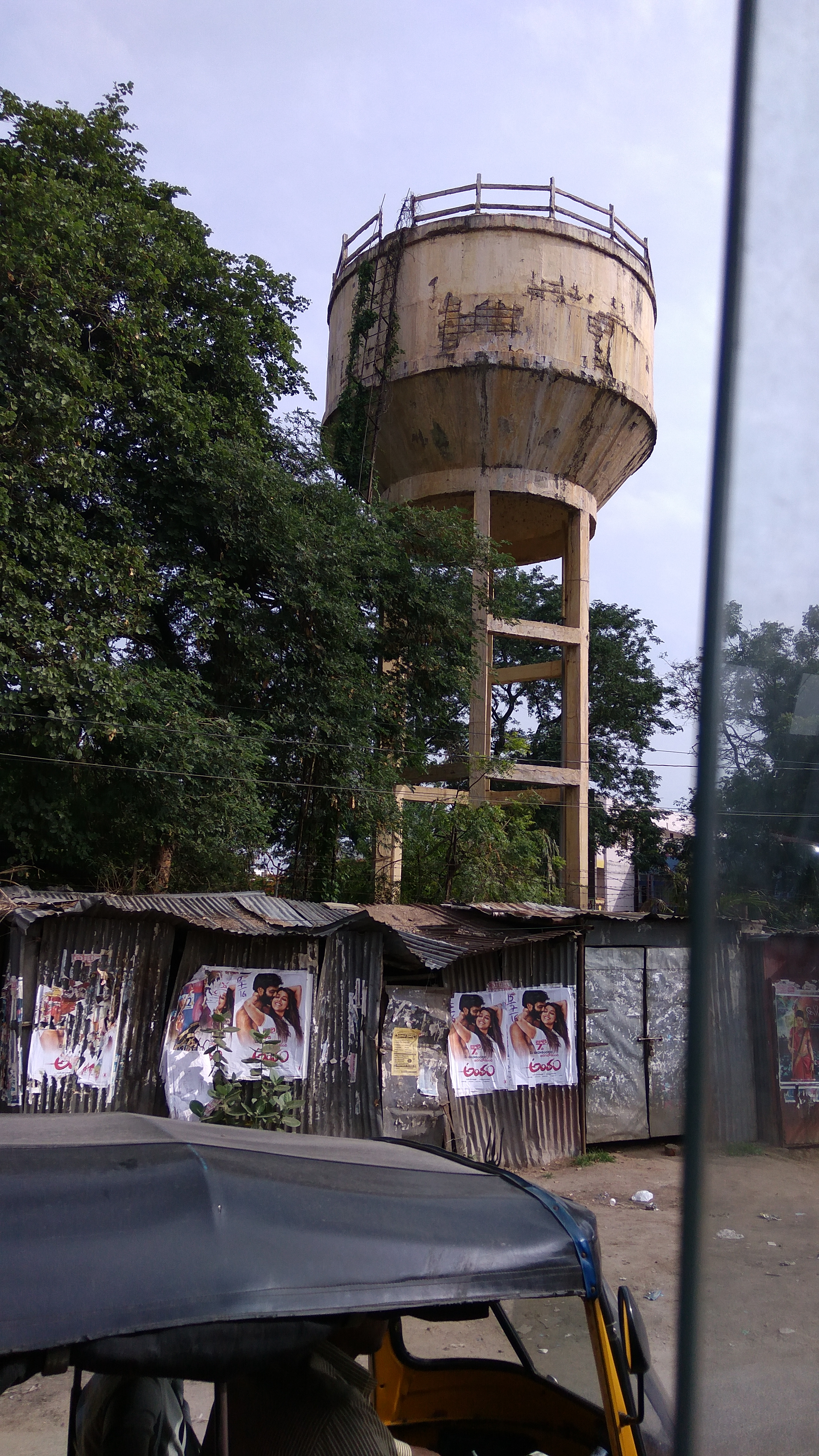
Water Tank

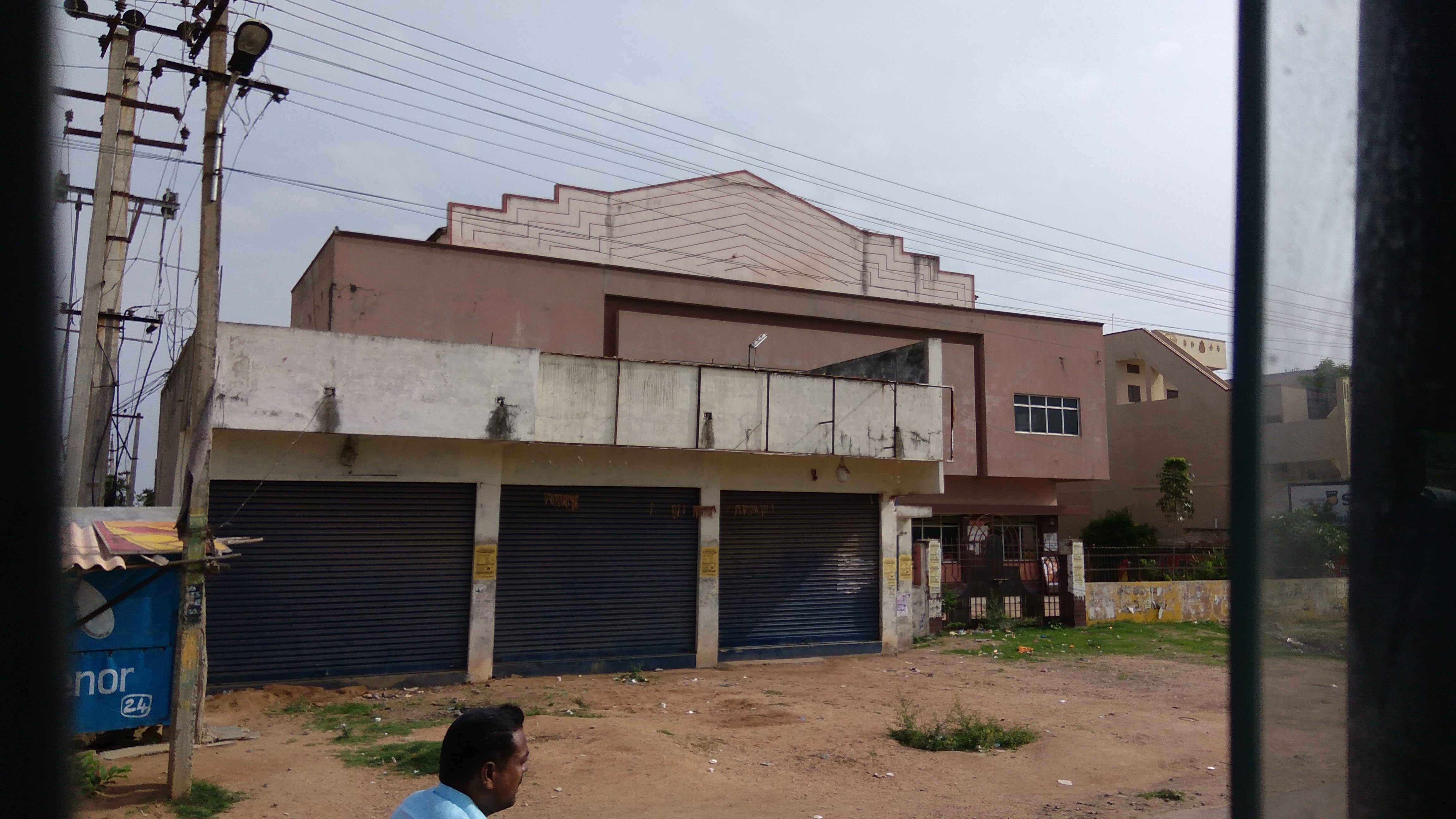
Cinema Talkies

## Demografia
Segundo o censo de 2001, Jangaon tinha uma população de 43 601 habitantes. Os indivíduos do sexo masculino constituem 50% da população e os do sexo feminino 50%. Jangaon tem uma taxa de literacia de 70%, superior à média nacional de 59,5%: a literacia no sexo masculino é de 79% e no sexo feminino é de 59%. Em Jangaon, 12% da população está abaixo dos 6 anos de idade.